# Dangerous (canción de Roxette)
«Dangerous», es una canción escrita por Per Gessle. Fue el quinto sencillo del álbum Look Sharp!, segunda placa discográfica del dúo sueco Roxette. La canción, publicada como sencillo el 2 de mayo, fue un top 10 hits que llegó hasta a la posición #2 en el ranking norteamericano Billboard Hot 100 el 3 de marzo de 1990.

## Clip musical
El video fue filmado durante un show de la banda ofrecido en el Castillo de Borgholm, Suecia, en julio de 1989. El clip, dirigido por Doug Freet, contiene imágenes tanto del recital como de su prueba de sonido.

## Lista de canciones
- 7" sencillo, Parlophone 13 6370 7,	02.05.1989

1. «Dangerous» (7" Versión)	  	3:46
2. «Surrender» (Live at Himmelstalundshallen, Norrköping, 6 de diciembre de 1988)		3:12

- Maxisencillo, EMI USA DPRO 04516, 1990

1. «Dangerous» (Power Mix - Short Version) 	3:40
2. «Dangerous» (Power Mix - Long Version) 	7:02
3. «Dangerous» (A/C Version) 	3:51
4. «Dangerous» (LP Versión) 	3:49

- Maxisencillo, Parlophone CDP 560-13 6370 2, 1990

1. «Dangerous» (7" Versión) 	3:48
2. «Dangerous» (Waste of Vinyl 12" - Mix) 	6:26
3. «Surrender» (Live) 	3:08
4. «Joy of a Toy» (Live) 	4:14

- CDM, EMI 1363412

1. «Dangerous» (7" versión)
2. «Dangerous» (waste of vinyl 12" -mix)
3. «Surrender» (live)
4. «Neverending Love» (live)
5. «Joy of a Toy» (live)
6. «Sleeping Single» (live)

## Posición en las listas
| Listas (1990)  | Posición |
| -------------- | -------- |
| Australia      | 9        |
| Austria        | 8        |
| Estados Unidos | 2        |
| Nueva Zelanda  | 12       |
| Países Bajos   | 12       |
| Reino Unido    | 6        |
| Suecia (1989)  | 9        |
| Suiza          | 10       |

## Créditos
- Per Gessle - Voz y compositor
- Marie Fredriksson - Voz
- Anders Herrlin - Ingeniero
- Jonas Isacsson - Guitarra
- Janne Oldaeus - Slide guitar
- Jalle Lorensson -  Armónica
- Clarence Öfwerman - Teclados
- Henrik Jansson - Ejecutor Talking Box
- Anders Herrlin - Programación, coros
- Clarence Öfwerman - Productor, coros
- Kjell Andersson - Diseño de arte
- Anders Herrlin - Bajo
- Pelle Alsing - Batería
- Alar Suurna - Ingeniero
- Peter Widing - Fotografía